# Gongsun Yuan

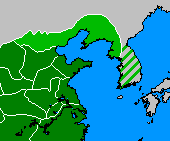
Die Liaoning-Provinz (hellgrün) unter der Herrschaft der Gongsun-Familie (190–238). Der schraffierte Bereich markiert die Einflusssphäre der Familie ab 204.

Gongsun Yuan (chinesisch 公孫淵, Pinyin Gōngsūn Yuān; † 238) war ein chinesischer Warlord in Liaoning und dem nördlichen Korea.
Er wurde als Sohn von Gongsun Kang geboren, dem Gouverneur von Liaodong: Xuantu, Lelang und Daifang. Nach dessen Tod 221 übernahm sein Onkel Gongsun Gong die Herrschaft, aber er stellte sich als unfähiger Herrscher heraus, und Gongsun Yuan übernahm die Herrschaft im Jahr 228.
Zu dieser Zeit war China in drei Reiche geteilt: Das Reich der Wei im Norden, das Reich der Wu im Südosten und das Reich der Shu Han im Südwesten. Gongsun Yuan war zwar nominell ein Untergebener von Cao Rui, dem Wei-Kaiser, aber Sun Quan von Wu bemühte sich sehr um ihn, so dass Gongsun Yuan einen Seitenwechsel erwog. Auf den Druck von Cao Rui aber tötete Gongsun Yuan die Gesandten der Wu, von denen einige nach Goguryeo entkamen und sich dort mit der unterdrückten Bevölkerung verbündeten. Gemeinsam mit Wu bereiteten sie einen Angriff auf Gongsun Yuan vor.
In dieser Krise entschloss sich Cao Rui, die Familie Gongsun zu verdrängen. Er schickte 237 den General Wuqiu Jian mit chinesischen, Wuhuan- und Xianbei-Truppen, der aber wegen einer Flut die Kampagne abbrechen musste. Gongsun Yuan proklamierte sich zum König von Yan und verbündete sich mit Wu. Im nächsten Jahr zogen Wuqiu Jian und Sima Yi erneut nach Liaodong und besiegten Gongsun Yuans General Bei Yan. Sie töteten Gongsun Yuan und löschten seine Familie aus. Das Reich der Wei eroberte Liaodong und das nordwestliche Korea.
| Personendaten    | Personendaten        |
| ---------------- | -------------------- |
| NAME             | Gongsun, Yuan        |
| KURZBESCHREIBUNG | chinesischer Warlord |
| GEBURTSDATUM     | um 200               |
| STERBEDATUM      | 238                  |
| STERBEORT        | Liaodong             |